# Jacob Neusner
Jacob Neusner (geboren 28. Juli 1932 in Hartford, Connecticut;  gestorben 8. Oktober 2016 in Rhinebeck, New York) war ein amerikanischer Religionswissenschaftler und Judaist. Er veröffentlichte als Autor oder Herausgeber mehr als 900 Bücher über die Tora, den Talmud und andere jüdische Schriften und befasste sich auch mit den christlichen Schriften des Neuen Testaments.

## Biografie
Neusner wurde in Hartford (Connecticut) geboren und wuchs in einer dem amerikanischen Reformjudentum angehörenden Familie in einem christlich geprägten Umfeld auf. Neusner ist der jüngste Sohn von Lena Beatrice Neusner geborene Green (1901–1994) und Samuel Neusner (1896–1960); er hatte noch zwei ältere Geschwister.
Er studierte an der Harvard-Universität, an der Universität Oxford und an der Columbia-Universität sowie am Jewish Theological Seminary, dem Rabbinerseminar des amerikanischen konservativen Judentums, wo er seine rabbinische Ordination erhielt. Neusner lehrte an der Columbia-Universität, der University of Wisconsin–Milwaukee, der Brandeis University, dem Dartmouth College, der Brown University, der University of South Florida und am Bard College, New York.
Neusner war Mitglied des Institute for Advanced Study in Princeton und Mitglied auf Lebenszeit am Clare College der Universität Cambridge. Er war der einzige Wissenschaftler, der sowohl der Nationalstiftung der USA für Geisteswissenschaften und derjenigen für die Künste angehörte. Darüber hinaus hat er zahlreiche akademische Auszeichnungen, Ehrungen und andere Achtungsbezeugungen erhalten.
Neusner war ein gläubiger Jude der amerikanisch konservativen Richtung, der seinen eigenen Angaben zufolge zum amerikanischen Reformjudentum seiner Kindheit zurückkehrte. Er lehrte mit christlichen Theologen zusammen an der Universität und zeigte tiefen Respekt für den Glauben seiner christlichen Kollegen, ohne deshalb die Gültigkeit der jüdischen Auslegung der Heiligen Schriften in Frage zu stellen.

## Forschung und Lehre
Neusners wissenschaftlicher Tätigkeitsbereich war sehr weit gespannt. Im Zentrum seiner Forschungstätigkeit standen das antike rabbinische Judentum zur Zeit der Mischna und des Talmuds. Neusner war einer der Pioniere in der Anwendung der „Form-Kritik“ zur Erschließung rabbinischer Texte. Viele seiner Arbeiten verfolgen das Ziel, die vorherrschende Methode, in der das rabbinische Judentum als eine einheitliche religiöse Bewegung aufgefasst wird, zu dekonstruieren. Im Gegensatz zur vorherrschenden Auffassung sah Neusner jedes rabbinische Dokument als individuellen Beitrag an, durch den lediglich ein Licht auf das lokale und spezifische Judentum des Autors geworfen werde.
Die Methode, Dokumente individuell zu verstehen, ohne sie mit anderen rabbinischen Dokumenten desselben Zeitalters oder Genres in einen Zusammenhang zu stellen, führte zu einer Reihe von Studien über die Bildung von Verständniskategorien im Judentum und ihre gegenseitigen Beziehungen – wie sie exemplarisch in den vielfältigen rabbinischen Texten erscheinen. Neusners Arbeiten zeigten zum Beispiel, wie stark das Judentum in das System des Pentateuch integriert ist, wie Kategorien wie „Verdienst“ und „Reinheit“ im Judentum wirken und wie das klassische Judentum die Zerstörung Jerusalems im Jahre 70 verarbeitete und transzendierte.
Neusner übersetzte viele rabbinische Schriften ins Englische und machte sie Wissenschaftlern anderer Fachgebiete, die das Hebräische und Aramäische nicht beherrschen, zugänglich. Seine Übersetzungstechnik benutzte das „Harvard-outline“-Format, mit dem versucht wird, die Argumentationsketten rabbinischer Texte auch jenen verständlich zu machen, die mit talmudischer Argumentationsweise nicht vertraut sind.
Neben seinen historischen Arbeiten und den Textbearbeitungen verfasste Neusner auch theologisch ausgerichtete Bücher, so Israel: Judaism and its Social Metaphors und The Incarnation of God: The Character of Divinity in Formative Judaism.
Neusner schrieb mehrere Bücher, die die Beziehungen des Judentums zu anderen Religionen erforschen. Sein Buch Ein Rabbi spricht mit Jesus ist der Versuch, eine religiös fundierte Grundlage für den christlich-jüdischen Dialog zu erarbeiten. Neusner wendet sich darin sowohl gegen christologische Bemühungen, das Judentum Jesu in den Vordergrund zu rücken, wie auch gegen jüdische Versuche, Jesus als Rabbi anzuerkennen. Das Buch wurde von Joseph Ratzinger, dem späteren Papst Benedikt XVI., in seinem Buch Jesus von Nazareth. Von der Taufe im Jordan bis zur Verklärung positiv gewürdigt. Neusner nahm den Papst denn auch 2008 gegen die heftige Kritik von jüdischer Seite wegen der Anerkennung und Überarbeitung der „Fürbitte für die Bekehrung Juden“ in die Karfreitagsliturgie des außerordentlichen Ritus in Schutz und würdigte den Gebetstext als Ausdruck eines liberalen Denkens („liberality of spirit“), wie es sich auch im Gebet ausdrücke, das Juden täglich sprechen, in dem sie darum bitten, dass Gott die Völker erleuchte und sie in seinem Reich zusammenführen möge.
Neusner entwickelte im Rahmen seiner Studien zum Judentum und zur jüdischen Religion Methoden und Theorien, die auf das Studium der Religionen allgemein anwendbar sind, und hat auch mit Wissenschaftlern anderer Religionen zusammengearbeitet. Ein Vergleiche zwischen Judentum und Christentum wird in The Bible and Us: A Priest and A Rabbi Read Scripture Together erarbeitet. In Zusammenarbeit mit Gelehrten des Islam wird in World Religions in America: An Introduction ein Eindruck davon vermittelt, wie sich die verschiedenen Religionen im typischen amerikanischen Kontext entwickelt haben.
Zusätzlich zu seinen wissenschaftlichen Tätigkeiten engagierte Neusner in der Erarbeitung jüdischer und religiöser Studien an den amerikanischen Universitäten und förderte mehrere Konferenzen und Projekte zur Verständigung der Religionen. Behandelt wurden unter anderem Themen wie „Unterschiede der Religionen“, „Religion und Gesellschaft“, „Religion und materielle Kultur“, „Religion und Wirtschaft“, „Religion und Nächstenliebe“ und „Religion und Toleranz“. Daneben verfasste er zahlreiche Lehrbücher sowie für ein breiteres Publikum gedachte Bücher. Die bekanntesten sind The Way of Torah: An Introduction to Judaism. und Judaism: An Introduction Neusner begründete mit verschiedenen wissenschaftlichen Verlagen Buchreihen und Veröffentlichungsprogramme, dank deren die Karrieren vieler junger Wissenschaftler rund um die Erde gefördert werden konnten.

## Kritik
Neusner wurde von zahlreichen Fachkollegen kritisiert, so auch von seinen ehemaligen Lehrern Saul Lieberman, Solomon Zeitlin und Morton Smith. Sie warfen ihm vor, viele seiner Argumente seien zirkulär oder versuchten, sogenannte „negative Annahmen“ mit nicht stichhaltigen Beweisen zu belegen (z. B. Cohen, Evans, Maccoby, Poirier, Sanders). Außerdem stehen viele Wissenschaftler Neusners Lesart und Interpretationen der rabbinischen Texte kritisch gegenüber. Der Zugang zu ihnen sei forciert und ungenau (z. B. Cohen, Evans, Maccoby, Poirier und im Detail Zuesse). Zudem stellen sie seine Hebräisch- und Aramäischkompetenz in Frage.
Neusner hatte versucht zu zeigen, dass die Pharisäer des zweiten Tempel tatsächlich nur eine sektiererische Randgruppe darstellten, die sich als eine Art Tischgemeinschaft mit einem besonderen Reinheitsritual in Bezug auf Speisen gebildet hatte, aber an weiteren jüdischen Werten und sozialen Problemen nicht interessiert gewesen sei. Diese Annahmen stehen im Widerspruch zu den zeitgenössischen Ausführungen Flavius Josephus’, der das Tischgebet (hebr. Birkat Ha-Mason) als von den Pharisäern entwickelt beschreibt, was auch in der frühen rabbinischen Literatur bestätigt wird. Neusners Darstellung wird von Zeitlin und Maccoby bezweifelt. Eine ausführliche Kritik stammt von E. P. Sanders, der zum Schluss kam, dass Neusners Interpretationen der pharisäischen Diskussionen und Beschlüsse ungenau und willkürlich und die daraus gezogenen Schlüsse fragwürdig seien. Beispielsweise behauptete Neusner, dass sich 67 % der von den pharisäischen „Häusern“ geführten Diskussionen um das Thema „Reinheit der Speisen“ gedreht hätten, Sanders geht dagegen davon aus, dass dieses Thema nur weniger als 1 % der Diskussionen ausgemacht habe.
Daniel Boyarin kritisierte Neusners’ Umgang mit der Methode der Intertextualität und warf ihm vor, den Begriff der Intertextualität misszuverstehen, wenn er ihn als Charakteristikum eines Textes im Gegensatz zu einem anderen versteht. Als Beispiel für dieses Missverständnis nannte Boyarin James Kugels Werk Two Introductions to Midrash, das in Neusners’ Werk The Case of James Kugel’s Joking Rabbis and Other Serious Issues kritisiert wurde. Neusner sei, so Boyarin, besessen davon, gegen den von ihm missverstandenen Begriff der Intertextualität als Merkmal des Midrasch zu argumentieren und habe in seinem Bestreben, die Vertreter der Intertextualität auf jede mögliche Weise anzugreifen, das Feuer gegen jene Gelehrten eröffnet, die er als Kugel und seine Freunde oder manchmal als „Prooftexts Kreis“ bezeichnet.
Die berühmteste und zugleich vernichtendste Kritik kam jedoch von Neusners früherem Lehrer, dem angesehenen Talmudspezialisten Saul Lieberman, hinsichtlich Neusners Übersetzung des Jerusalemer Talmuds. Lieberman schrieb: „man beginnt an der Glaubwürdigkeit des Übersetzers zu zweifeln. Und tatsächlich ist der Leser nach einer auch nur oberflächlichen Durchsicht der Übersetzung verblüfft über [Neusners] Unkenntnis des rabbinischen Hebräisch, der aramäischen Grammatik und insbesondere der Thematik, die er behandelt.“ Er schloss seine Besprechung mit den Worten: „ich fasse mit einem reinen Gewissen zusammen: der angemessene Ort für [Neusners] Übersetzung ist die Mülltonne.“

## Veröffentlichungen
(deutsch)
- Ein Rabbi spricht mit Jesus: ein jüdisch-christlicher Dialog. Herder, Freiburg 2007, ISBN 978-3-451-29583-6.
- Ein Rabbi spricht mit Jesus: ein jüdisch-christlicher Dialog. Claudius-Verlag, München 1997, ISBN 3-532-62208-4.
- Die Gestaltwerdung des Judentums: die jüdische Religion als Antwort auf die kritischen Herausforderungen der ersten sechs Jahrhunderte der christlichen Ära. Lang, Frankfurt am Main / Wien u. a. 1994, ISBN 3-631-44571-7.
- Judentum in frühchristlicher Zeit. Calwer Verlag, Stuttgart 1988, ISBN 3-7668-0775-7.
- Das pharisäische und talmudische Judentum: neue Wege zu seinem Verständnis. Mohr, Tübingen 1984, ISBN 3-16-144795-6.

(Auswahl englisch)
- The Case of James Kugel’s Joking Rabbis and Other Serious Issues. In: Wrong Ways and Right Ways in the Study of Formative Judaism. Atlanta 1988, ISBN 1-55540-228-3, S. 59–73.